# 1992–1993-as angol labdarúgó-bajnokság (első osztály)
Az angol labdarúgó-bajnokság első osztályának 1992–1993-as szezonja volt a Premier League első szezonja. A bajnokságban 22 csapat vett részt, akik még az előző, megszűnt bajnokság, a The Football League szerint kerültek mind az első, mind az alacsonyabb osztályokba. A bajnok a Manchester United FC lett. Ez volt a klub első bajnoki címe 26 év óta. A The Football League egyébként ettől a szezontól kezdve a másod-, harmad- és a negyedosztály összefoglaló neve lett.

## Áttekintés

### A szezon kezdete előtt
1992 májusában, a Premier League létrejöttekor egy 5 éves, 304 millió fontos szerződés köttetett, ez volt addig messze a legértékesebb szerződés a brit sport történetében.
A szezon kezdete előtt nem sokkal több akkori jelentős játékos más csapatba igazolt. Ők voltak többek között Alan Shearer, aki a Southampton FC csapatától igazolt a Blackburn Rovers FC csapatához. Az átigazolás összegéről különböző információk keringtek, egyes hírek szerint 3,3, mások szerint 3,4 vagy 3,6  millió font volt az átigazolás összege. Az viszont biztos, hogy az összeg akkor brit átigazolási rekord volt. Rajta kívül még több játékos váltott csapatot 2 millió font körüli összegért, például David Rocastle, aki az Arsenaltól a Leedshez igazolt, Dean Saunders, aki a későbbi ezüstérmes Aston Villa FC csapatához szerződött, valamint Teddy Sheringham, aki a Tottenhamért hagyta el Nottinghamet.
A bajnokság lebonyolítása maradt ugyanaz, mint a Football League-ben volt, vagyis 22 csapat indult, és ezek mindegyike minden más csapattal játszott, így alakult ki a 42. mérkőzés. A korábbi másodosztályból az Ipswich, a Middlesbrough, valamint a rájátszás megnyerése után a Blackburn jutottak fel.

### A szezon
A Premier League első bajnoka a Manchester United lett. A klub ezelőtt 26 évvel nyert utoljára bajnoki címet. Tíz ponttal végeztek az Aston Villa előtt, akik sokáig vezették a bajnokságot, csak a bajnokság végén szorultak a második helyre. Karácsonykor a Norwich City FC is vezette a bajnokságot, annak ellenére, hogy negatív gólkülönbséggel rendelkezett, mivel a szezon elején 7–1-es vereséget szenvedett a Blackburntől. A Blackburn, aki hosszú idő után először szerepelt az első osztályban, újoncként rögtön a negyedik helyen végzett.
Miután a Nottingham Forest a szezon kezdetekor eladta kulcsjátékosait, Sheringhamet és Des Walkert, szinte teljesen esélytelen volt a bentmaradás kiharcolására. Kiesésük május elején, a Sheffield United FC elleni vereség után vált biztossá. Brian Clough, aki ekkor már 18 éve volt a csapat edzője, és bajnoki címet, valamint 2 BEK-et és 4 ligakupát nyert csapatával, ekkor mondott le.

### Változások a csapatok edzőinél

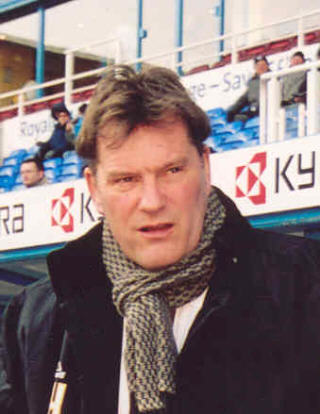
Glenn Hoddle, a Chelsea új edzője a szezon végétől.

Az egyetlen edző, akit szezon közben bocsátottak el állásából, a Chelsea edzője, Ian Porterfield volt, akit februárban küldtek el a csapat gyenge teljesítménye miatt. Helyére ideiglenesen David Webb került, aki az FA-kupa 1970-es döntőjében gólt szerzett a csapat színeiben. Vele a szezon végén nem hosszabbítottak szerződést, helyére a Swindon Town FC korábbi edzője, Glenn Hoddle került.
A szezon végén további három csapatnál történt edzőváltás. A Crystal Palace-nál Steve Coppell a csapat kiesése után lemondott, helyére Alan Smith került. Ugyancsak lemondott, 18 év után, a Nottingham Forest vezetőedzője, Brian Clough, aki ezalatt több hazai és nemzetközi címet is szerzett csapatával. Helyére korábbi játékosa, Frank Clark került, aki azelőtt a Leyton Orient edzője volt. A harmadik edzőváltás a Tottenhamnél történt, ahol a szezon végén Osvaldo Ardiles került a csapathoz, az eredetileg megbízottként tevékenykedő, mégis egy évig a csapatnál maradó Doug Livermoret.

## Végeredmény
| #  | Csapat              | Mérk. | Gy | D  | V  | RG | KG | GK  | Pont | Megjegyzés      |
| -- | ------------------- | ----- | -- | -- | -- | -- | -- | --- | ---- | --------------- |
| 1  | Manchester United   | 42    | 24 | 12 | 6  | 67 | 31 | +36 | 84   | Bajnokok Ligája |
| 2  | Aston Villa         | 42    | 21 | 11 | 10 | 57 | 40 | +17 | 74   | UEFA-kupa       |
| 3  | Norwich City        | 42    | 21 | 9  | 12 | 61 | 65 | −4  | 72   | UEFA-kupa       |
| 4  | Blackburn Rovers    | 42    | 20 | 11 | 11 | 68 | 46 | +22 | 71   |                 |
| 5  | Queens Park Rangers | 42    | 17 | 12 | 13 | 63 | 55 | +8  | 63   |                 |
| 6  | Liverpool           | 42    | 16 | 11 | 15 | 62 | 55 | +7  | 59   |                 |
| 7  | Sheffield Wednesday | 42    | 15 | 14 | 13 | 55 | 51 | +4  | 59   |                 |
| 8  | Tottenham Hotspur   | 42    | 16 | 11 | 15 | 60 | 66 | −6  | 59   |                 |
| 9  | Manchester City     | 42    | 15 | 12 | 15 | 56 | 51 | +5  | 57   |                 |
| 10 | Arsenal             | 42    | 15 | 11 | 16 | 40 | 38 | +2  | 56   | KEK             |
| 11 | Chelsea             | 42    | 14 | 14 | 14 | 51 | 54 | −3  | 56   |                 |
| 12 | Wimbledon           | 42    | 14 | 12 | 16 | 56 | 55 | +1  | 54   |                 |
| 13 | Everton             | 42    | 15 | 8  | 19 | 53 | 55 | −2  | 53   |                 |
| 14 | Sheffield United    | 42    | 14 | 10 | 18 | 54 | 53 | +1  | 52   |                 |
| 15 | Coventry City       | 42    | 13 | 13 | 16 | 52 | 57 | −5  | 52   |                 |
| 16 | Ipswich Town        | 42    | 12 | 16 | 14 | 50 | 55 | −5  | 52   |                 |
| 17 | Leeds United        | 42    | 12 | 15 | 15 | 57 | 62 | −5  | 51   |                 |
| 18 | Southampton         | 42    | 13 | 11 | 18 | 54 | 61 | −7  | 50   |                 |
| 19 | Oldham Athletic     | 42    | 13 | 10 | 19 | 63 | 74 | −11 | 49   |                 |
| 20 | Crystal Palace      | 42    | 11 | 16 | 15 | 48 | 61 | −13 | 49   | Kiesett         |
| 21 | Middlesbrough       | 42    | 11 | 11 | 20 | 54 | 75 | −21 | 44   | Kiesett         |
| 22 | Nottingham Forest   | 42    | 10 | 10 | 22 | 41 | 62 | −21 | 40   | Kiesett         |

## Egyéni elismerések

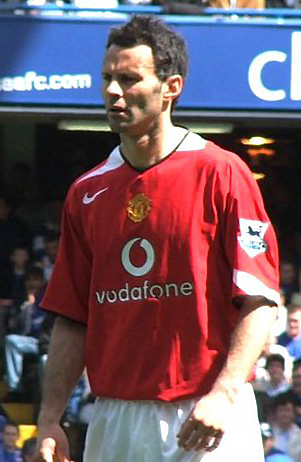
Ryan Giggs, a PFA Év fiatal játékosa díj nyertese

A játékosok szövetsége (PFA a szezon végén a legjobb játékosnak járó díjat az Aston Villa FC veterán hátvédjének, Paul McGrathnak ítélték. A második helyen Paul Ince, míg a harmadikon Alan Shearer végzett. Az év fiatal játékosa Ryan Giggs lett. Giggs, aki ebben az évben Nick Barmbyt és Roy Keane-t megelőzve tudott nyerni, lett az első játékos, akinek kétszer sikerült nyernie.
A szakírók szövetsége (FWA) által a legjobb játékosnak járó elismerést Chris Waddle kapta. Waddle, aki három év után tért vissza Angliába, a Sheffield Wednesday FC történetének első játékosa, aki ezt a díjat megkapta.
A PFA ennek a szezonnak a végén is kiválasztotta az év álomtizenegyét. A csapatban négy manchesteri (Giggs, Ince, Peter Smeichel, Gary Pallister) és  két leedsi (Tony Dorigo, Gary Speed) található. A csapatnak tagja volt még McGrath, Keane, Shearer, Bardsley (Queens Park Rangers) és Ian Wright. Az év edzője a manchesteri Alex Ferguson lett.

## Góllövőlista

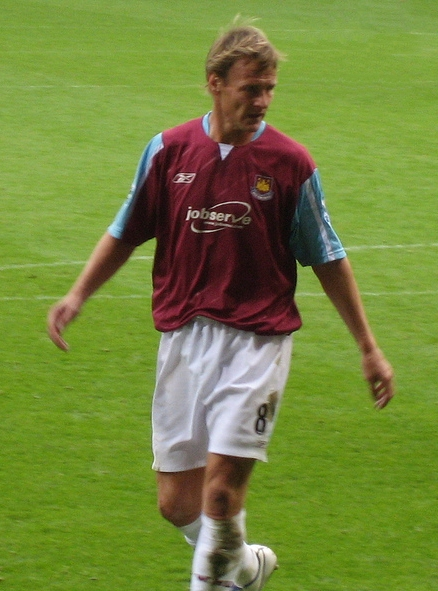
Teddy Sheringham, az ez évi gólkirály

A Premier League első szezonjának gólkirálya Teddy Sheringham lett, aki 22 találattal végzett a góllövőlista élén. Ebből egyet még a Nottingham színeiben szerzett, a maradék 21-et pedig a Tottenham játékosaként.
| Név                | Gól | Csapat              |
| ------------------ | --- | ------------------- |
| Teddy Sheringham   | 22  | Tottenham Hotspur   |
| Les Ferdinand      | 20  | Queens Park Rangers |
| Dean Holdsworth    | 19  | Wimbledon           |
| Micky Quinn        | 17  | Coventry City       |
| Alan Shearer       | 16  | Blackburn Rovers    |
| David White        | 16  | Manchester City     |
| Chris Armstrong    | 15  | Crystal Palace      |
| Brian Deane        | 15  | Sheffield United    |
| Matthew Le Tissier | 15  | Southampton         |